# Gerhard W. Wittkämper
Gerhard W. Wittkämper (* 5. April 1933) ist ein deutscher Politikwissenschaftler.
Wittkämper studierte von 1956 bis 1964 Jura, Wirtschafts- und Sozialwissenschaften an der Universität zu Köln. Von 1971 bis 1975 war er Professor für Politikwissenschaft an der Pädagogischen Hochschule Rheinland, Abt. Köln, und 1977 Honorarprofessor an der Universität Köln. Von 1975 bis 1998 lehrte er als Universitätsprofessor der Westfälischen Wilhelms-Universität Münster. Er leitete in diesen Jahren das Institut für Politikwissenschaft als Direktor und war 1978/79 sowie von 1985 bis 1987 Dekan der Fachbereiche 10 bzw. 06. Bis 2015 nahm er noch eine Lehrtätigkeit im Institut wahr.
Wittkämpers Forschungsschwerpunkte sind die Probleme der Organisation und Innovation in Staat, Verwaltung und Wirtschaft, Kriminalpolitik, Strukturwandel von Technik, Politik, Verwaltung und Wirtschaft, Probleme der Kommunal- und Regionalentwicklung, Grenzfragen des öffentlichen Rechts,  weltwirtschaftlicher und europäischer Strukturwandel sowie die Umweltpolitik.
Wittkämper gehörte von 1974 bis 1986 dem Kuratorium der Friedrich-Naumann-Stiftung an.

## Schriften
- Grundgesetz und Interessenverbände. Die verfassungsrechtliche Stellung der Interessenverbände nach dem Grundgesetz. Westdeutscher Verlag, Köln 1963 (= Dissertation Universität Köln).
- Theorie der Interdependenz. Ein Beitrag zur Reform der Theorie der Rechtsgewinnung durch Öffnung der Rechtswissenschaft zu den übrigen Sozialwissenschaften. Heymann, Kön 1971, ISBN 3-452-17328-3.
- Analyse und Planung in Verwaltung und Wirtschaft. Godesberger Taschenbuch-Verlag, Bonn-Bad Godesberg 1972, ISBN 3-17-057026-9.
- (zusammen mit Josef G. Stanzel): Politik und Recht. Athenäum-Verlag, Kronberg/Ts. 1978, ISBN 3-7610-4119-5.
- Funktionale Verwaltungsreform. Eine systematische Darstellung von Hauptproblemen mit Dokumentation. Godesberger Taschenbuch-Verl., Bonn-Bad Godesberg 1978, ISBN 3-87999-009-3.

- (mit Werner Jäckering): Allgemeine Staatslehre und Politik, 2. Aufl., Walhalla- und Praetoria-Verlag, Regensburg 1990.
- (zusammen mit Werner Chladek): Politik und Technik. Ein Beitrag zur Wertorientierung. Lit, Münster 1991, ISBN 3-88660-778-X.
- (als Herausgeber): Medien und Politik. Wissenschaftliche Buchgesellschaft, Darmstadt 1992, ISBN 3-534-08362-8.
- Umweltschutz. Einführung in Umweltpolitik und Umweltverwaltung unter Berücksichtigung des Umweltrechts, Walhalla- und Praetoria-Verlag, Regensburg 1992, ISBN 3-8029-8682-2.
- (als Mitherausgeber): Kommunikationspolitik. Einführung in die medienbezogene Politik, Wissenschaftliche Buchgesellschaft, Darmstadt 1996, ISBN 3-534-09090-X.
- Politik im Wandel – Themen der Zeit. Ausgewählte Vorträge 1987 bis 1997, Agenda-Verlag, Münster 1998, ISBN 3-89688-032-2.

Festschrift
- Norbert Konegen (Hrsg.): Politik und Verwaltung nach der Jahrtausendwende – Plädoyer für eine rationale Politik. Festschrift für Gerhard W. Wittkämper zum 65. Geburtstag. Leske & Budrich, Opladen 1998, ISBN 3-8100-2134-2.